# Andrzej Głoskowski
Andrzej Głoskowski (ur. 25 września 1935 w Warszawie, zm. 8 września 2019 w Łodzi) – polski aktor teatralny i filmowy.

## Życiorys
W 1958 roku ukończył studia na PWST w Krakowie. 7 listopada tego samego roku miał miejsce jego debiut teatralny. Występował w następujących teatrach:
- Teatr Rozmaitości w Krakowie (1958–1959)
- Teatr im. Stefana Żeromskiego w Kielcach (1959–1962)
- Teatr Nowy w Łodzi (1962–1964, 1989–1990)
- Teatr im. Stefana Jaracza w Łodzi (1964–1989, 1990-1996)

## Filmografia
- 1970: Przygoda Stasia − sędzia
- 1970: Doktor Ewa − Jan Bielak (odc. 9)
- 1973: Czarne chmury − Jan Stolpecki, mieszczanin z Lecka (odc. 1)
- 1978: Życie na gorąco − dziennikarz w Bazylei, przyjaciel Maja (odc. 5)
- 1978: Rodzina Połanieckich − Wilkowski, sekundant przy pojedynku Maszki i Gątowskiego (odc. 4)
- 1978: Do krwi ostatniej... − Arlet, sekretarz majora Wysokońskiego
- 1978: Biały mazur
- 1979: Podróż do Arabii − gość na przyjęciu u Barbary i Tadeusza
- 1979: Placówka − geometra
- 1979: Kobieta i kobieta − sekretarz partii w zakładach odzieżowych
- 1981: Znachor
- 1981: Fantazja dur-moll − mężczyzna zainteresowany wynajęciem pokoju
- 1983: Mgła − lekarz
- 1983: Marynia − Wilkowski, sekundant przy pojedynku Maszki i Gątowskiego
- 1984: Rycerze i rabusie − jurysta Tarnowskiego (odc. 5)
- 1984: Lawina − mężczyzna słuchający artykułu Karłowicza
- 1987: Mr Tański
- 1987: Komediantka − Zieleniewski, wielbiciel Janki
- 1990: Maria Curie − wysłannik Instytutu Pasteura
- 1990: Dziewczyna z Mazur − Bolesław Darski, mąż Barbary
- 1991: Skarga − Kowalczyk, ojciec zabitych dziewczynek
- 1991: Pogranicze w ogniu − doktor Jan Patera, agent Abwehry w Polsce (odc. 12 i 13)
- 1992: Daens
- 1993: Moja historia − lekarz (cz. 1)
- 2003-2005: Sprawa na dziś − profesor Koryncki

- 1985: Ben – lektor
- 1999: Kamienny sen Guanche – lektor

## Teatr Telewizji
Wystąpił w kilkudziesięciu spektaklach Teatru Telewizji. Zagrał m.in. rolę Nemoura w spektaklu „Kwiaty dla Algernona” (1980) i rolę Mambeta w spektaklu „Wejście na Fudżi-Jamę” (1984).

## Odznaczenia i nagrody
- Odznaka Honorowa Miasta Łodzi (1974)
- Odznaka Zasłużony Działacz Kultury (1976)
- Złoty Krzyż Zasługi (1979)
- Nagroda artystyczna Dyrektora Wydziału Kultury i Sztuki miasta Łodzi (1981)
- Krzyż Kawalerski OOP (1989)
- Nagroda wojewody łódzkiego za osiągnięcia artystyczne (1998)
- Nagroda przyznana podczas Ogólnopolskiego Konkursu na Inscenizację Dzieł Polskich Romantyków za rolę Pafnucego w „Śnie srebrnym Salomei” (1999)
- Odznaka „Za Zasługi dla Miasta Łodzi” (1999)